# Cinema de Letònia

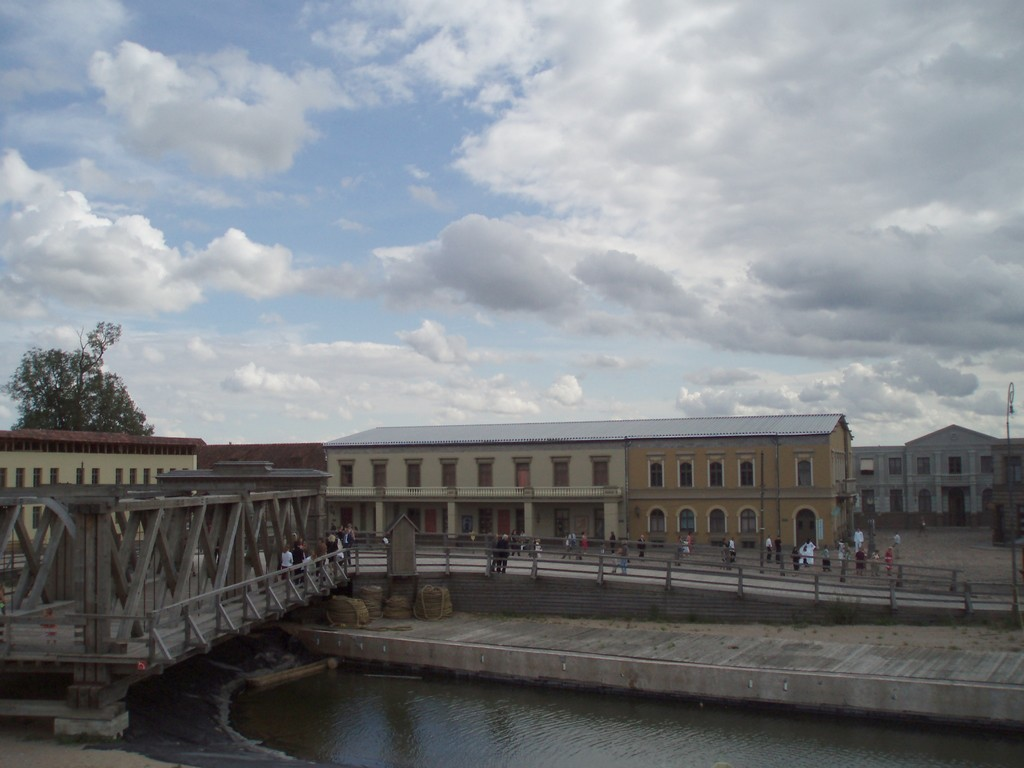
Vista de Cinevilla, àrea de rodatge a l'exterior situat al municipi de Tukums.

El Cinema de Letònia es remunta a 1910, quan es van fer els primers curtmetratges al país. La primera projecció cinematogràfica a Riga va tenir lloc el 28 de maig de 1896. L'any 1914 les principals ciutats de Letònia tenien sales on es projectaven informatius, documentals i sobretot curtmetratges estrangers.

## Història
La primera demostració d'una pel·lícula muda es va realitzar a Riga el 1896 a l'edifici del circ Solomonsky i a partir d'aleshores a l'estiu, al capvespre en el jardí de Vērmanes. El primer local de cinema el «The Royal Vio» va ser construït el 1901 també a la capital de Letònia, amb una capacitat en la platea de 888 seients més 312 en general.
Entre 1913 i 1914 es van realitzar tres pel·lícules documentals sobre la vida jueva: Kur patiesība?, Klausies, Izra" l'"' i Kurpnieks" Leiba, la primera a Ventspils i les altres a Riga.
El director Serguei Eisenstein (Riga - 1898) amb el seu director de fotografia Eduard Tissé (Liepāja - 1897) són els dos artistes cinematogràfics més famosos nascuts a Letònia, encara que els dos només van treballar a Rússia.
El primer llargmetratge de Letònia Lacplesis (100 minuts) va ser dirigit per Aleksandrs Rusteikis i va ser estrenat el 1930. El film The Fisherman's Son (1939) de Vilis Lapenieks, és considerat un clàssic de Letònia i va ser el que va donar fi a l'era del cinema abans de l'esclat de la Segona Guerra Mundial. Després de l'ocupació soviètica de Letònia el 1940 la família Lapenieks van emigrar, i el seu fill va començar la seva carrera al cinema a l'estranger, on ha estat acreditat internacionalment com a director de fotografia en més de 63 títols.
Durant les primeres dècades de domini soviètic a Letònia, els cineastes venien en la seva majoria de la Rússia soviètica per crear pel·lícules de propaganda que representaven la victòria del socialisme. Després de la mort de Stalin el 1953 va seguir un període més liberal en les polítiques culturals de la Unió Soviètica. Els cineastes van començar a gaudir d'un major control artístic, al mateix temps, el Comitè Soviètic Estatal de la Cinematografia (Goskino) a Moscou va proporcionar els diners, el cos de censura estatal Glavlit i el Departament de Cultura del Partit Comunista de la Unió Soviètica PCUS, va tenir el control de l'alliberació de les pel·lícules.
A la dècada de 1970 Aleksandras Leimais i Gunārs Pieses es van convertir en els directors més populars a Letònia fent una sèrie de pel·lícules històriques d'aventura. Put, vejini (1973) dirigida per Pieses és una pel·lícula basada en una història de l'autor letó Jānis Streičs. A Naves ena (1971) es va adaptar d'una història de Rūdolfs Blaumanis. Una de les pel·lícules més populars de l'època va ser Limuzīns Janu nakts Krasa (1981) de Jānis Streičs, una paròdia sobre el sistema soviètic.
Després que Letònia va recuperar la seva independència el 1991, els realitzadors letons que han aconseguit més èxit han estat Jānis Streičs que va rebre un premi el 1994 al Festival de Cinema Internacional de Chicago de la Infància per Cilveka berns (1991); Janis Putnins guanyador de la Millor pel·lícula i Millor guió al Lielais Kristaps, festival nacional de cinema de Letònia el 2007 per Vogelfrei (2007); Varis Brasla amb la pel·lícula Ziemassvetku jampadracis (1996), va guanyar el Premi de Cinema Infantil de Würzburg Internacional Filmweekend, Premi del Jurat Infantil del Festival de Cinema Internacional de Chicago de la Infància; Aivars Freimanis un nominat per al Premi Internacional Independent al Festival de Cinema Internacional de Mannheim-Heidelberg; Viestur Kairish amb la seva òpera prima la pel·lícula Pa celam aizejot (2001) va guanyar el Premi del jurat al Festival de Cinema Raindance l'any 2002; i Laila Pakalnina, guanyador de diversos premis de cinema, nominat per a l'Os d'Or de Berlín en el Festival Internacional de Cinema de Berlín per Udens (2006).